# Большой каранкс
Большой каранкс (лат. Caranx hippos) — вид морских лучепёрых рыб из семейства ставридовых. Распространены в Атлантическом океане.

## Описание
Тело удлинённое, относительно высокое, немного сжато с боков. Тело покрыто мелкой циклоидной чешуёй. Грудь без чешуи, за исключением небольшого участка чешуи перед брюшными плавниками. Рыло закруглённое. Окончание верхней челюсти доходит до вертикали, проходящей через задний край глаза. Глаза среднего размера, диаметр глаза в 3,8—4,2 раза меньше длины головы; есть хорошо развитое жировое веко. Верхняя челюсть с внешним рядом сильных клыков, обрамленных внутренней полосой мелких зубов. На нижней челюсти зубы расположены в один ряд. На верхней части первой жаберной дуги — 6—9 жаберных тычинок, на нижней — 16—19. Два спинных плавника. В первом спинном плавнике — восемь жёстких лучей, а во втором — один жёсткий и 19—20 мягких лучей. В анальном плавнике — один колючий и 16—17 мягких лучей, перед плавником расположены два колючки. Передние мягкие лучи в спинном и анальном плавниках удлинённые. Грудные плавники удлинённые, серповидной формы, их длина превышает длину головы. Боковая линия делает умеренно длинную высокую дугу в передней части, а затем идёт прямо до хвостового стебля. Вдоль прямой задней части боковой линии проходят 25—37 костных щитков. По обеим сторонам узкого хвостового стебля проходят парные костные гребни. Хвостовой плавник серповидный. Позвонков — 10 туловищных и 14 хвостовых.
Верхняя часть тела от зеленоватого до голубоватого или синевато-чёрного цвета, нижняя часть — от серебристо-белого до желтоватого или золотистого цвета. На краю жаберной крышки и на нижней половине грудных плавников есть по одному овальному чёрному пятну. Лопасти анального плавника полностью жёлтые. У молоди по бокам тела проходят пять тёмных полос.
Максимальная длина тела 124 см, обычно до 75 см, масса — до 32 кг.

## Биология

### Места обитания
Большой каранкс обитает как в прибрежных, так и в открытых водах, причем крупные взрослые особи предпочитают более глубокие воды, чем молодь. В прибрежье встречается на мелководьях, в песчаных бухтах, зарослях водорослей, рифовых комплексах и лагунах. Заходит в солоноватые и даже пресные воды, но не поднимается далеко вверх по реке. Соленость воды, в которой был зарегистрирован этот вид, колеблется от 0 до 49‰. Исследования у берегов Западной Африки выявили заметные различия в соотношении полов в популяциях в солоноватых водах, причем половозрелых самок очень редко можно увидеть в таких условиях. Исследования в прибрежных водах Ганы показывают, что наличие пищи является основным фактором, определяющим распределение видов в прибрежных водах.
Взрослые особи обычно не покидают воды  континентального шельфа, однако встречаются на глубине до 350 м. Обитают на внешних краях шельфа, на верхних склонах глубоких рифов и, как правило, ведут одиночный образ жизни. Взрослые особи также были замечены вокруг больших нефтяных платформ по всему Мексиканскому заливу, где они используют искусственное сооружение наподобие рифа для охоты на добычу. Личинки и молодые особи этого вида обитают в пелагиале вдоль континентального шельфа и склона, собираются в большие, подвижные стаи. Также обнаружены вокруг нефтяных платформ, а также среди плавучих саргассовых матов.

### Питание
Питается мелкой рыбой, креветками и другими беспозвоночными. Пойманные рыбы часто издают хрюкающие звуки.

## Распространение
Вид распространён в тропической и субтропической части Западной Атлантики от берегов Новой Шотландии до Уругвая. В восточной части Атлантического океана ареал простирается от побережья Португалии до Анголы, а также включает Средиземное море.

## Взаимодействие с человеком
Популярный объект спортивной рыбалки. Рекордный экземпляр большого каранкса массой 30,0 кг был выловлен 1 июня 2010 года у берегов провинции Бенго (Ангола).